# Gainas
Gainas († 400) war ein römischer Feldherr gotischer Abstammung.

## Leben
Gainas, ein romanisierter Gote, erscheint in den Quellen zuerst 394, als er in der Schlacht am Frigidus als einer der Kommandeure der gotischen foederati in der oströmischen Armee fungierte. Im Jahr 395 führte er das Heer, das der römische Heermeister Stilicho nach dem Tod des Kaisers Theodosius I. dem neuen Kaiser im Osten, Theodosius’ Sohn Arcadius, zuführen musste. Zu dieser Zeit gab es erhebliche Spannungen zwischen den beiden Kaiserhöfen in Ost und West, weil Stilicho behauptete, vom sterbenden Theodosius zum Vormund von Arcadius und dem Westkaiser Honorius ernannt worden zu sein, was man in Konstantinopel aber nicht akzeptierte. Als der Prätorianerpräfekt Rufinus, der führende zivile Beamte am oströmischen Hof, von Stilicho das Kommando über die Truppen zurückforderte, erhielt der comes rei militaris Gainas von Stilicho den Auftrag, das Heer nach Konstantinopel zu führen. Wahrscheinlich bekam er überdies den Befehl, dort Rufinus zu töten. Dies geschah auch, aber der Versuch der Militärs, damit die Kontrolle auch über den östlichen Hof zu erlangen, misslang. 
An die Stelle des Rufinus trat stattdessen der praepositus Eutropius, der Stilicho durch geschickte Diplomatie in Bedrängnis brachte. Gainas verbündete sich daher im Jahr 399 mit dem aufständischen Tribigild, einem Anführer greutungischer Reiter, gegen den Gainas der Oberbefehl anvertraut worden war; zumindest wurde ihm dieses Bündnis nachgesagt, möglich ist auch, dass diese Nachricht von feindlichen Kreisen am Hof verbreitet wurde. Gainas jedenfalls erhob sich gegen Arcadius und bewirkte schließlich den Sturz des Eutropius, der erschlagen wurde. Nachdem er einen Teil seiner Truppen in Konstantinopel einquartiert hatte, wurde er selbst zum Heermeister ernannt und übernahm de facto die Regentschaft; führende Mitglieder der zivilen Hofpartei wurden ihm ausgeliefert.
Die in der Forschung lange Zeit unkritisch übernommene Darstellung der Quellen, es habe sich um einen Konflikt zwischen „Germanen“ und „Römern“ gehandelt, hält einer Überprüfung dabei nicht stand. Vielmehr ging es um einen Versuch des Militärs, die Kontrolle über den Hof und den Kaiser Arcadius zu erlangen. Hinter diesem Putschversuch stand wahrscheinlich Stilicho, der die Oberherrschaft über das Gesamtreich anstrebte, und seinen Gefolgsmann Gainas als Instrument einsetzte.
Gainas' Visigoten sorgten aber in Konstantinopel während seiner Abwesenheit durch ihre Zügellosigkeit und dadurch, dass sie für sich eine arianische Kirche forderten, für schwere Unruhen. Die zivile Hofpartei schürte diese Unzufriedenheit weiter und wiegelte die Bevölkerung systematisch gegen die visigotischen „Barbaren“ auf. Dieser Unmut entlud sich im Jahr 400 dann in einem Volksaufstand, in dessen Verlauf angeblich 7.000 Soldaten, überwiegend visigotische foederati, niedergemacht wurden. Der mit der zivilen Hofpartei verbündete Heermeister Fravitta, der ebenfalls visigotischer Herkunft war, warf Gainas’ Visigoten schließlich endgültig zurück. Gainas wandte sich mit dem Rest seiner Anhänger in die Diözese Thrakien und begann einen offenen Krieg gegen Arcadius, fiel aber im Kampf gegen den Hunnen Uldin am Ende des Jahres 400. Uldin sandte den Kopf des Gainas nach Konstantinopel und wurde dafür großzügig belohnt. Der Kaiser ließ den abgetrennten Kopf im Januar 401 in einer großen Siegesfeier im Hippodrom der Bevölkerung präsentieren.
Die Ereignisse um Gainas wurden unter anderem in einem epischen Gedicht verarbeitet, das Eusebios Scholastikos im frühen 5. Jahrhundert verfasste. Arcadius ließ den Sieg auf einer heute verlorenen Triumphsäule feiern.